# 프란코 모디글리아니
프란코 모디글리아니(Franco Modigliani, 1918년 6월 18일 ~ 2003년 9월 25일)는 이탈리아계 미국인 경제학자로서 1985년 노벨 경제학상 수상자이다.

## 생애
모디글리아니가 로마 라 사피엔차 대학교에서 법학을 공부하던 당시 유럽은 파시즘의 광기로 뒤덮여 있었다. 1938년 그는 베니토 무솔리니의 반유대인 정책을 피해 프랑스로 망명했고, 1939년 약혼자와 함께 미국으로 이주했다. 뉴욕 뉴 스쿨에서 1944년 경제학 박사학위를 받았고 1946년 미국 시민권을 취득한 뒤 일리노이 대학교 등을 거쳐 1962년 이후 줄곧 매사추세츠 공과대학교에서 연구했다. 2003년 9월 25일 노환으로 타계했다.

## 경제학

### 생애주기가설
모디글리아니는 현재의 소비는 현재의 소득 뿐만 아니라 미래의 소득에도 영향을 받는다고 주장했다. 그는 어빙 피셔의 시제소비선택 이론에 근거를 두고 케인즈의 절대소득가설을 보완하려 한 것이다. 앞서 모디글리아니는 이를 두고 피셔가 거시경제학과 미시경제학적 증거를 종합한 소비 이론을 내놓은 것이 경제학에 새로움과 실험적인 의미를 제공했다고 보았다. 또한 그는 생애주기가설 이론으로 전 생애를 통틀어 평균소비성향은 소득의 증가와 관계없이 일정하다는 사이먼 쿠즈네츠의 발견을 절충하려 하였고 이를 자신의 소비함수로 나타내었다. 현재의 소비도 모두 소비하는 것이 아닌 자녀에게 유산으로 상속한다고 보았는데, 상속될 경우 대부분은 소비에 쓰고 나머지 재산이 상속된다고 보았다.
모디글리아니는 프리드먼의 항상소득이론이 개인의 저축과 합리적 소비를 모형으로 한다는 점에서 자신의 생애주기가설과는 차이가 있다고 말했다. 그는 항상소득이론이 생애주기(Rife cycle)를 항상소득(Permanent resource)이라는 말로 대체하면서도 최근소득과 항상소득을 일시적이라는 단어로 분류해버리는 모순을 가지고 있다고 지적했다.

## 학력
- 이탈리아 로마 라 사피엔차 대학교 법학과 졸업
- 미국 뉴욕 뉴 스쿨 경제학과 졸업 (경제학 석사, 경제학 박사)

## 같이 보기
- 피에로 스라파